# Коцен, Ричи
Ричи Коцен (англ. Richie Kotzen; род. 3 февраля 1970, Рединг, Пенсильвания, США) — американский гитарист-виртуоз, вокалист, работающий в стилях рок, блюз-рок, джаз-фьюжн. Использует редкую технику игры на гитаре, называемую «fingerpicking». Владеет лейблом Headroom Inc., который сам основал. Участник супергруппы The Winery Dogs, бывший участник групп Poison и Mr. Big.

## Ранние годы
Ричи Коцен родился 3 февраля 1970 года в Рединге, штат Пенсильвания. С пяти лет начал осваивать фортепиано. В семь лет будущий музыкант увидел постер группы Kiss, что и побудило его переключиться на гитару. Когда Ричи исполнилось семнадцать лет, его стали приглашать открывать свои выступления в США известные музыканты, такие как The Fabulous Thunderbirds, Грег Оллман, Smithereens. Свою первую демозапись Ричи сделал в возрасте восемнадцати лет. Первой группой Коцена стала Arthurs Museum, игравшая в стиле AOR. В 1988 году музыканты выпустили свой первый и единственный альбом Gallery Closed на KGS Records. После выхода альбома группа распалась, и Ричи начал сольную карьеру.

## Карьера
В начале сольной карьеры Ричи стремился попасть в газетную колонку главы Shrapnel Records Майка Варни, для чего отправил ему демозапись четырёх своих композиций. Долгое время музыкант не получал ответа и поэтому отправлял одни и те же записи снова и снова, меняя в демо только порядок композиций. О том, что он всё-таки добился своего и попал в колонку, гитарист узнал от своего друга. «Я был убеждён, что он лжёт, пока не побежал к газетному киоску», — вспоминал Ричи. За этим последовал звонок Майка Варни, который предложил гитаристу записать несколько альбомов. Изначально Варни планировал сделать запись с участием двух гитаристов, как в случае с Cacophony. Но позже Майк оценил собственный материал Ричи и подписал его на свой лейбл, как сольного исполнителя. В результате в 1989 году вышел первый сольный альбом восемнадцатилетнего музыканта, получивший название Richie Kotzen. Альбом был записан в металическом ключе и в его записи приняли участие ударник Стив Смит и бас-гитарист Стю Хэмм. Продюсером альбома выступил Джейсон Беккер. Релиз получил положительные оценки критиков, а фото музыканта попало на обложку журнала Guitar World. Ричи вспоминал, что после выхода дебютного альбома, он понял, что не хочет быть инструменталистом, поэтому решил ещё и петь. На тот момент ему нравилась манера пения Рода Стюарта и вокалиста Bad Company Пола Роджерса, а по совету Майка Варни Коцен обратил внимание и на другую группу Роджерса Free. В результате в 1990 году на Shrapnel Records вышел второй сольный альбом Ричи Fever Dream, но уже с вокалом. Альбом содержал фанковские, блюзовые и соул мотивы, а вокальные партии в альбоме исполнил сам Коцен. Последовавший за ним альбом Electric Joy 1991 года получил неоднозначные оценки критиков во многом из-за того, что был записан в стиле инструментального джаз-фьюжна.
С выходом последнего альбома контрактные обязательства музыканта с лейблом Майка Варни подошли к концу, и Ричи принял решение поработать на лейбле Interscope Records, а также подтянуть вокал. Записанная в 1991 году на этом лейбле песня «Dream of a New Day» вошла в саундтрек к фильму «Новые приключения Билла и Теда», наряду с композициями Kiss, Faith No More и Primus. Однако, следующие песни, написанные Коценом для очередного сольного альбома, не понравились лейблу. Музыкант стал писать музыку в стилях соул и ритм-н-блюз, а лейбл хотел видеть в нём «рок-парня». В то же время Коцен получил приглашение от глэм-рок группы Poison занять место гитариста вместо уволенного из-за пристрастия к наркотикам Си Си ДеВилля. Ричи принял предложение группы и в 1993 году выпустил с ней альбом Native Tongue. Диск, содержавший написанные Коценом хиты «Stand» и «Until You Suffer Some (Fire and Ice)», стал платиновым в США. Ричи рассказывал, что когда в детстве играл в подростковых кавер-группах, то отказывался играть песни Poison, предпочитая более прогрессивную музыку. Но разговор с Бретом Майклсом, состоявшийся перед вступлением Коцена в группу, поменял мнение музыканта об этом коллективе. В Poison музыкант ещё раз продемонстрировал не только своё умение играть шред, но и свою блюзовую технику. Из группы гитариста выгнали после того, как он увёл девушку барабанщика группы Рикки Рокетта.
После ухода из Poison музыкант снова начал выпускать сольные альбомы, смешивая в основном хард-рок, соул и фанк. В 1994 году в сотрудничестве с лейблом Geffen Records был записан альбом Mother Head's Family Reunion. Название альбому и заглавному треку дало название хиппи-группы, в которой в молодости играла мать Ричи. В записи альбома приняли участие барабанщик Атма Анур, с которым Ричи работал над своими двумя предыдущими сольными альбомами, басисты Джон Мур и Джон Пирс. Продюсером альбома выступил Ричи Зито, ранее спродюсировавший альбом Native Tongue. Ричи вспоминал, что запись альбома, который должен был «перезапустить» сольную карьеру гитариста, сопровождалась различными неприятными инцидентами. Партии бэк-вокала должна была исполнить жена Коцена Диана, но руководство лейбла было против женского вокала на записи. В результате бэк-вокалистами в альбоме выступил Тимоти Б. Шмит из Eagles и Томми Фандербёрк. Затем по настоянию лейбла от записи альбома был отстранён Джон Пирс. Во время записи вокальных партий Ричи начал терять голос. Диагностика показала, что у музыканта образовался узел на левой голосовой связке. Коцену пришлось перенести две операции на связках и пройти курс обучения вокалу, чтобы «петь правильно», не разрушая собственный голос. Ко всему прочему выход альбома чуть было не сорвался в связи с увольнением сотрудника, работавшего с контрактом Ричи. Владельцы компании посчитали, что запись не станет коммерчески успешной, но в результате права на выпуск альбома были перекуплены японским лейблом MCA.Victor, и релиз состоялся. Позднее Geffen выпустили ограниченный тираж альбома 15 000 копий. В поддержку альбома был организован тур по США, где музыкант делил сцену с такими исполнителями как Jackyl, Брюс Дикинсон и Type O Negative.
В 1995 году Ричи вновь обратился к фьюжну, выпустив альбом The Inner Galactic Fusion Experience. Последовавшие за ним сольные альбомы Wave Of Emotion (вышел в 1996 году), Something To Say (вышел в 1997 году) и What Is… (вышел в 1998 году) были выпущены только для японского рынка (позже в 2000 году они были переизданы и стали доступны по всему миру).
В середине 90-х годов Ричи выпустил две совместные работы с Грегом Хоу. Идею сделать подобные записи предложил Майк Варни, который также продюсировал альбомы Грега. Первый совместный альбом музыкантов Tilt вышел в 1995 году. Релиз был коммерчески успешен, и в результате было принято решение о втором совместном альбоме. Он получил название Project и был выпущен в 1997 году.
В 1999 году вышли сразу два сольных альбома Коцена. Записанный в стилистике предыдущих трёх альбомов Break It All Down и Bi-Polar Blues, записанный в стиле блюз. В том же году Ричи вступил в группу Vertú джазмена Стэнли Кларка, с которой записал одноимённый альбом. Ричи вспоминал, что на прослушивании Кларк дал ему ноты, на что гитарист рассмеялся и ответил, что никогда не играл с листа. В результате музыканты устроили джем. Ричи был уверен, что не получит места в группе, но вечером того же дня обнаружил у себя на автоответчике сообщение от Кларка о том, что он принят. О работе в Vertú музыкант отзывается как об одном из самых сильных впечатлений в своей жизни и огромном музыкальном опыте.
В том же 1999 году Ричи был приглашён в хард-рок группу Mr. Big вместо ушедшего Пола Гилберта. До вступления в Mr. Big Коцен не раз сотрудничал с музыкантами этой группы. В 1996 году Ричи вместе с Билли Шихэном приняли участие в альбоме Working Man: A Tribute to Rush. Затем Ричи принимал участие в трибьют-туре The Who вместе с Полом Гилбертом и Гэри Чероне (Extreme). Кроме того Билли Шихэн и Пэт Торпи приняли участие в записи песни «Locked Out» в сольном альбоме Коцена What Is…. Альбом Mr. Big Get Over It, вышедший в 1999 году с Ричи в составе группы, получил огромную популярность в Японии. Во многом этому поспособствовала самостоятельная популярность как Ричи Коцена, так и Mr. Big в Японии, возникшая ещё до выхода совместного диска музыкантов. В дальнейшем популярность группы в Азии только возросла. В 2001 году группа выпустила альбом Actual Size. Релиз содержал песню «Shine», написанную Коценом, которая дебютировала под номером один в японских радиочартах. Вспоминая о годах в составе Mr. Big, Ричи отмечал рабочую атмосферу в группе. Ему нравилось, что не нужно было проводить с группой всё своё время. Проделав свою работу (запись, участие в туре), он был свободен.
После распада Mr. Big Ричи вернулся на Shrapnel Records, занялся продюсированием и продолжил выпуск сольных альбомов. Для этих целей музыкант открыл студию в одном из своих домов, расположенном на Голливудских Холмах в Лос-Анджелесе, а также создал лейбл Headroom Inc.. В начале нулевых Ричи записал ещё несколько сольных альбомов. Альбом Slow вышел в 2001 году. В 2003 году был выпущен диск Change, а также сборник акустических версий любимых песен Коцена Acoustic Cuts. В 2004 году в домашней студии музыкант полностью записал альбом Get Up. Годом позже Ричи выпустил альбом каверов Ai Senshi Z×R на музыку из аниме-сериала Gundam, и основал новый музыкальный проект Forty Deuce, с которым записал альбом Nothing to Lose.
В 2006 году Ричи, в качестве разогревающего музыканта, съездил в японский тур с The Rolling Stones. В Японии не принято устраивать разогревы, и Ричи стал первым музыкантом, открывавшем концерты The Rolling Stones в Японии. По его словам, это явилось для него большой честью. В том же году Ричи выпустил альбом Into the Black, который был наполовину записан на Headroom Inc., а наполовину в домашней студии. Также в 2006 году гитарист выпустил сборник Instrumental Collection: The Shrapnel Years. Последовавший за ними альбом Go Faster (в Европе издан под названием Return of the Mother Head’s Family Reunion) 2007 года был записан у Ричи дома, так как к этому времени музыкант уже продал свою домашнюю студию на Голливудских Холмах.
В 2008 году вышел первый официальный DVD-релиз с участием Ричи Live In São Paulo и одноимённый концертный альбом. По словам музыканта, все выходившие ранее DVD с его участием выпускались исключительно через сайт и являются просто «домашними поделками». В 2009 году был выпущен очередной сольный альбом музыканта Peace Sign. Ричи сам сыграл на всех инструментах, но в композиции «Paying Dues» привлёк к записи барабанщика Дэна Портач, так как «физически не мог сыграть эту партию». В композиции «Catch Me Up» музыкант сыграл на двенадцатиструнной гитаре. В том же году вышел альбом The Road, записанный в тандеме Коцена с Ричи Зито и смешавший в себе стили соул и ритм-н-блюз. Творческий союз музыкантов получил название Wilson Hawk.
В 2011 году на Headroom Inc. вышел альбом 24 Hours, смешавший в себе фанк, соул, хард-рок и шред. В альбоме музыкант сыграл на всех инструментах. Рецензенты отмечали «классическое фанковское» звучание многих композиций без ущерба для мощности и проникновенный соул вокал. В записи альбома приняла участие дочь Ричи Августа Ив, которая сыграла на клавишах в «Stop Me» и исполнила партию бэк-вокала в «Stop Me», «Tell Me That It’s Easy» и «Love Is Blind». Также в качестве приглашенных вокалистов в композиции «Love Is Blind» появились Джерри Кантрелл (Alice in Chains) и Брет Домрос (Dogstar).
В конце 2011 года Ричи вошёл вместе с Билли Шихэном (Mr. Big, группы Дэвида Ли Рота и Стива Вая) в супергруппу Майка Портного (Dream Theater, Adrenaline Mob) The Winery Dogs, заменив Джона Сайкса (Whitesnake, Thin Lizzy, Blue Murder, Tygers of Pan Tang). Их одноимённый дебютный альбом 2013 года был продан тиражом более 10 000 экземпляров в первую неделю продаж и дебютировал на 27-й позиции в чарте Billboard Top 200.
В 2014 году музыкант выпустил двухдисковый сборник The Essential Richie Kotzen на лейбле Loud & Proud Records (в Японии на лейбле WHD Entertainment). Альбом включил в себя выборочные композиции Коцена со всех его предыдущих восемнадцати альбомов, а также две новые песни. Идею выпустить подобный сборник предложил Коцену лейбл. Сам музыкант вспоминал, что решил последовать совету лейбла, так как обнаружил, что многие поклонники The Winery Dogs знают о сольной карьере Ричи, но ни разу не слушали его сольных альбомов. В одной из новых композиций «Walk with Me» музыкант сыграл на терменвоксе. На данную песню был выпущен клип, снятый полностью на iPhone. В альбом также вошли акустические версии некоторых композиций, среди которых песня Poison «Until You Suffer Some (Fire and Ice)», вокальную партию в которой исполнил сам Ричи.
В 2015 году на Headroom Inc. вышел двадцатый сольный альбом музыканта Cannibals. Альбом включал не только новые песни, но и старые ранее не издававшиеся композиции «Come on Free» (выполненную в стиле AOR), «Time for the Payment» (которую Ричи планировал включить в Peace Sign). Композиции «In an Instant» и «The Enemy» были переработаны музыкантом из старого неизданного материала. В последней музыкант сыграл на слайд-гитаре, а при написании партии ударных использовал как новые идеи, так и наброски десятилетней давности. Трек «I’m All In» был записан при участии Дуга Пинника из King’s X, а трек «You» появился из мелодии, сочинённой дочерью Ричи на фортепиано. В «You» музыкант снова сыграл на терменвоксе.

## О своём творчестве
Музыкант утверждает, что в каждом своём альбоме может найти вещи, которые ему нравятся, поэтому не выделяет любимый и нелюбимый альбомы. Также он отмечает живые записи, в особенности видео, так как на них можно услышать все плюсы и минусы в технике и увидеть взаимодействие музыканта с группой. Видео Live In São Paulo гитарист называет своим лучшим видео, отмечая, что «это первый раз, когда запись моей игры мне нравится». Говоря о собственном звучании, Ричи выделяет композицию «Fooled Again» из альбома Go Faster (Return of the Mother Head’s Family Reunion). «Это именно то, как я хотел бы звучать», — утверждает музыкант. Одной из своих самых любимых песен гитарист называет «You» из альбома Cannibals, которую он написал со своей дочерью. Худшим периодом в своей карьере музыкант называет период работы по контракту с Geffen Records (но не альбом, выпущенный в этот период). Ричи говорит, что Mother Head's Family Reunion был в некотором роде его «первым альбомом», так как на нём он впервые раскрылся не только как гитарист, но и как вокалист (несмотря на то, что ранее уже исполнял вокальные партии на Fever Dream). «Я не мог раскрыть себя до этого момента», — утверждает музыкант.

## Оборудование
Благодаря популярности музыканта в Японии, японское отделение Fender выпустило в 1996 году именные серии гитар Fender Richie Kotzen Signature Stratocaster и Fender Richie Kotzen Signature Telecaster. Сейчас модель Telecaster продается по всему миру, и является бестселлером продаж. Сам Ричи также играет на своем подписном телекастере. На Telecaster установлены звукосниматели компании DiMarzio: сингл Twang King в нэке и хамбакер Chopper TTM в бридже. Музыкант остановился на этих звукоснимателях, так данная комбинация, по его собственным словам, позволяет получить любые варианты звучания инструмента, которые ему необходимы. Во все концертные гитары Ричи встроены тюнеры N-Tune, питающиеся от девяти вольтовой батарейки. С девятнадцати лет музыкант играет только на струнах D'Addario.
Ричи, по собственным словам, «открыт» для любого гитарного оборудования. Одним из любимых усилителей Ричи является восемнадцативаттный Marshall 1974X. В различных интервью музыкант отмечал, что также играет через усилители Fender Vibro-King и Fender Custom Vibrolux, отдавая предпочтение последнему. По словам Ричи, последний имеет более удобный футсвич, позволяющий легко включать и выключать эффекты реверберации и тремоло. Для записи «тяжелых» гитар музыкант использует цепь из усилителей Fender Vibro-King и Fender Bassman. Также у Ричи есть именной усилитель Cornford RK100 Richie Kotzen Signature Model. Музыкант по собственным словам не играет через него на концертах, а использует для того, чтобы «делать музыку». В качестве кабинетов Ричи использует Cornford 4X12 с динамиками Celestion Vintage 30s.
У Ричи есть подписная педаль эффектов Tech 21 Richie Kotzen RK5 Fly Rig. Педаль была разработана компанией Tech 21 совместно с Ричи под его строгим контролем и содержит все «необходимые» ему настройки звука. Педаль представляет собой устройство серии SansAmp (аналоговые эмуляторы ламповых усилителей), разрабатываемой Tech 21. Музыкант вспоминал, что сначала ему понравился одна из педалей дилэй, разработанная Tech 21, и он стал использовать дилэй вместе со своими стандартными настройками усилителя (настройками овердрайва и реверберации). Разработке Tech 21 предшествовала собственная попытка музыканта собрать микс настроек усилителя и дилэя в «маленькую коробочку». Этот микс затем и был передан главе Tech 21 Эндрю Барте. Ричи утверждает, что никогда не был поклонником педалбордов, предпочитая сосредотачиваться на музыке, а не «бить на сцене чечетку». Поэтому в разработке Эндрю Барты музыкант ценит компактность и наличие минимального, но нужного именно ему набора эффектов (реверберация, дилэй и двухступенчатый овердрайв). Также гитарист отмечает функцию педали tap tampo, регулирующую время задержки, путём постукивания по кнопке в нужном темпе. На музыкальной выставке NAMM 2015 Tech 21 Richie Kotzen RK5 Fly Rig стала одним из победителей в номинации Guitar Player.
Ещё одна подписная педаль эффектов Ричи — ZOOM G2 Richie Kotzen FX pedal. Музыкант использовал эту педаль только для реверберации и задержки (несмотря на наличие в ней множества иных функций). Ричи включал педаль в разрыв, а овердрайв брал с усилителя. Включение/выключение педали осуществляется напольным переключателем. Педаль также содержит функцию tap tampo. Данная педаль снята с производства.
Во времена работы в своей студии музыкант использовал двухдюймовый MCI магнитофон, а позднее несколько цифровых многодорожечных ADAT-магнитофонов, соединённых в цепь. Из программного обеспечения Ричи отдаёт предпочтение Pro Tools. Первый альбом, записанный с использованием Pro Tools, был Slow 2001 года. В студии музыкант использовал предусилители Neve 1073, различное звукозаписывающее оборудование фирмы API, микрофоны Shure SM57, а также компрессоры Anthony DeMaria, Manly Variable Mu и Focusrite Blue.
Также Ричи использует изготовленную в Бразилии педаль «вау-вау» Fire Wah и цифровой беспроводной процессор Line 6. Помимо этого в разные годы своей музыкальной карьеры музыкант использовал усилители Bogner Goldfinger, Marshall Plexi, а также педали эффектов CryBaby wah, Dunlop JD-45 Rotovibe, Dunlop TS1 Tremolo, Boss OC-2 Octave. Музыкант утверждает, что иногда использует усилитель Fender Twin. Во время записи альбома Go Faster Коцен использовал усилитель Cornford Hurricane 1x12. На концерте в Сан-Пауло в 2008 году Ричи играл через Marshall JCM800, а в качестве овердрайва использовал японскую педаль Sobot. Во время записи альбома Peace Sign Ричи также использовал кабинет с вращающимся динамиком Mesa/Boogie Revolver, вокальный микрофон Neumann U87 и педаль овердрайва Tube Booster от Ed’s Custom Shop.
С развитием компьютерных технологий музыкант не остался в стороне и стал использовать новые появившиеся технические возможности. При подготовке к концертам Ричи стал использовать усилитель Roland CUBE Lite, содержащий разъём i-CUBE LINK. Через данный разъём музыкант соединяет усилитель с гаджетами от Apple, и играет, записывается и воспроизводит музыку, используя приложение CUBE JAM.

## Стиль игры
С конца нулевых годов музыкант использует технику игры на гитаре, называемую «fingerpicking» (игра пальцами, а не медиатором, даже самых скоростных пассажей). Ричи утверждает, что он всегда подключал при игре на гитаре пальцы правой руки. Но полный переход на игру пальцами, по словам музыканта, произошёл во время тура по Бразилии. На одном из концертов музыканту просто не понравилось собственное звучание и он решил «что-то изменить». В результате следующий концерт Ричи отыграл без медиатора. Звук очень понравился туровому менеджеру Коцена и весь остальной тур Ричи отыграл также без медиатора. Игра пальцами, по словам Ричи, изменила его фразировку, позволила ему лучше контролировать тон. И хотя музыкант теперь не может использовать переменный штрих при игре на гитаре, игра пальцами открыла для него новые возможности для развития. Ричи утверждает, что «не забыл, как играть медиатором», просто теперь он может «не думать о них, упаковывая вещи перед гастролями».
Во время выступлений Ричи редко использует педали, искажающие звук, а изменяет звук гитары от чистого до перегруженного ручкой громкости.
Ранние работы Коцена относились к металу. Музыкант активно применял в игре технику шред, скоростные легато и свип. Позже Ричи стал добавлять в свою игру и вокальные партии элементы различных стилей музыки, таких как хард-рок, соул, блюз, джаз-фьюжн. По словам самого музыканта, его подход к написанию музыки изменился примерно во времена выхода второго или третьего сольного альбома. Если до этого момента им двигало желание играть «как можно больше», то со временем его желание играть на гитаре стало нацелено просто на создание музыки, и в результате он стал писать больше «простой музыки». В связи с этим музыкант часто играет акустические концерты и туры, где не исполняет «все эти сумасшедшие техничные» композиции из первых альбомов. Кроме этого, Ричи отмечает, что он не уделяет столько внимания гитаре в композиции, сколько это делают непоющие гитаристы.
По мнению Ричи важную роль в игре на музыкальном инструменте имеет динамика. Динамика, по его словам, является основой эмоциональной игры. Большое значение музыкант также придаёт вибрато и фразировке. Ричи утверждает, что именно на эти два элемента он обращает наибольшее внимание во время прослушивания гитарной музыки. Ричи, по собственному признанию, никогда не пишет музыку без вдохновения. Музыкант говорит, что наброски песен «Shine» (из репертуара Mr. Big) и «24 Hours» пролежали на жёстком диске долгое время, прежде чем он дописал их. Несмотря на богатый набор оборудования, музыкант во многих интервью утверждает, что усилители являются лишь инструментом для воспроизведения музыки. А вся музыка должна исходить из рук и пальцев музыканта, независимо от того, через что он играет.

## Влияние и популярность
Музыкант очень популярен в Японии и как сольный исполнитель, и в качестве участника Mr. Big. Однако, отслеживая покупку собственных дисков по интернету, Ричи отмечает, что половина продаж всех альбомов приходится на США. Несмотря на это, музыкант чаще выезжает с турами заграницу. Ричи объясняет это тем, что тур по небольшим европейским странам запланировать легче, чем по США, чья территория гораздо больше. Второй причиной музыкант называет отсутствие в США агентств, которые устраивают мини-туры или ищут новых артистов (как, например, в Южной Америке).
Причину своей популярности музыкант видит также в том, что он не подписан на крупный лейбл, а сам выпускает свои альбомы:
Больше всего через интернет со мной на связь выходят люди, которые не хотят потреблять музыку, выпускаемую крупными лейблами. Они говорят им, что должно нравиться и что им следует покупать, но это лишь отталкивает. Обычно такие фанаты начинают просто с поиска в web интересной музыки, многие мои самые преданные фанаты нашли меня таким способом.Ричи Коцен. GuitarLine.ru, 24.06.2008
Музыкант не любит работать с лейблами, так как они часто диктуют артистам, какую музыку им писать. По словам музыканта, то, что он теперь может выпускать альбомы на собственной студии (не зависит от лейблов), исключает любую «нетворческую составляющую процесса».
По словам Ричи, в детстве он был окружён музыкой в стиле соул и ритм-н-блюз. У отца Ричи было много записей Отиса Реддинга и Перси Следжа, а сам Ричи собирал классические альбомы рок-групп, в частности Bad Company и Led Zeppelin. Музыкант отмечает, что часто играл в детстве композиции Алана Холдсворта, Эдди Ван Халена, а также песню Scorpions «No One Like You» из альбома Blackout и композиции из альбома The Number of the Beast Iron Maiden. Первым гитаристом, которым увлёкся Ричи, был Ван Хален. Затем последовали Холдсворт, Эрик Клэптон, Стив Морс, Стиви Рэй Вон и Джими Хендрикс. Музыкант особенно выделяет двух последних из этого списка. В некоторых интервью Ричи отмечает влияние Ван Халена и Стиви Рэй Вона на формирование собственного звучания. Также музыкант отмечает работу со звуком Джека Уайта. Кроме того Ричи утверждает, что на занятия музыкой его сподвигли в том числе и посещённые им концерты Стиви Уандера и Джорджа Бенсона. Ещё одним значимым для Ричи концертом был концерт Iron Maiden. Среди вокалистов, повлиявших на собственную манеру петь, Коцен выделяет Пола Роджерса, Рода Стюарта и Теренса Трента Д’Арби.
Говоря о современной музыке, музыкант утверждает, что новые технологии позволяют создавать красивую музыку людям, которые «на самом деле не являются музыкантами». Ричи не пытается оскорбить современных музыкантов и современные технологии создания музыки, но считает, что нужно потратить годы на освоение своего инструмента, много играть вместе с другими музыкантами, а не создавать музыку на компьютере. Рассуждая о том, как молодым рок-музыкантам добиться популярности, Коцен советует уделить внимание организации группы, живым выступлениям и распространению своей музыке через социальные сети и собственные сайты в интернете, вместо того чтобы участвовать в телевизионных шоу наподобие The X Factor. Также музыкант отмечает, что все члены группы должны уметь адаптироваться друг под друга, например, есть в определённое время. Эти мелкие вещи, по мнению Коцена, очень важны, так как музыканты проводят очень много времени вместе в дороге.

## Прочая деятельность и личная жизнь
В 2014 году Ричи вместе с коллегами по группе The Winery Dogs открыл лагерь для музыкантов Dog Camp. Лагерь располагается на территории отеля Full Moon Resort в Биг Индиан в штате Нью-Йорк. Первое открытие лагеря состоялось 21 июля 2014 года и продлилось по 25 июля 2014 года. Программа посещения лагеря включает в себя мастер-классы профессиональных музыкантов, концерты и семинары на различные музыкальные темы. По словам Коцена идея подобного лагеря в том, чтобы дать возможность музыкантам обменяться своими музыкальными идеями друг с другом. По словам Майка Портного, лагерь помогает музыкантам наладить связь друг с другом, что является важным фактором в процессе создания музыки. За 2 года существования лагеря в его мероприятиях приняли участие такие музыканты как Джон Мойер (Disturbed, Adrenaline Mob), Дилан Уилсон и Майк Беннетт (оба из группы Ричи Коцена), Дэйв Вуд, Алекс Сколник (Testament), Дэвид Эллефсон (Megadeth).
Одним из самых близких друзей Ричи является гитарист Джейсон Беккер. Музыканты познакомились в юности во время записей своих первых альбомов на Shrapnel Records. Коцен является постоянным участником благотворительных фестивалей «Not Dead Yet», посвящённых Джейсону. Фестиваль ежегодно проводится в Сан-Франциско с 2012 года. Наряду с Коценом в концертах принимали участие другие известные гитаристы, такие как Джо Сатриани, Стив Люкатер, Gus G, Стив Морс, Майкл Ли Фиркинс, Ули Йон Рот, Гретхен Менн, Джуд Голд и другие.
Ричи входил в состав жюри музыкальных конкурсов «Guitar Hero 2006» и «Guitar Superstar 2011».
Ричи называет своим хобби строительство. Он вместе с отцом переделал под студию свой дом на Голливудских Холмах, на основе которой создал компанию Headroom Inc.. Интерьер студии был выполнен в готическом стиле, который нравится как Ричи, так и его отцу. Музыкант не преследовал цель заработать деньги на звукозаписи. Ему просто нравилась независимость от лейблов, хотя продавать музыку через интернет по его признанию более рисковое занятие. Через три года после создания собственной домашней студии Ричи продал её, и по собственным словам вовремя вышел с рынка недвижимости, который в тот момент в Лос-Анджелесе «достиг своих высот». Новыми владельцами студии стали музыканты Blink-182 Трэвис Баркер и Марк Хоппус.
Ричи старается сам разбираться во всех составляющих музыкального бизнеса. По его словам, он достаточно опытен, чтобы без помощи юриста разбираться в большинстве контрактов, которые ему предлагают. Также он разбирается в создании аранжировок и мастеринге. Ричи сам аранжировал, записывал и сводил большую часть своих песен. В детстве Ричи увлекался электроникой и собирал радиоприёмники. По собственному признанию, он мог стать инженером электроники. Полученные навыки работы с оборудованием помогают Ричи зачастую самостоятельно выполнять всю работу в студии.
Музыкант растит дочь Августу Ив.

## Дискография
| Arthurs Museum - Gallery Closed (1988) Соло - Richie Kotzen (1989) - Fever Dream (1990) - Electric Joy (1991) - Mother Head's Family Reunion (1994) - The Inner Galactic Fusion Experience (1995) - Times Gonna Tell (EP) (1996) - Wave of Emotion (1996) - Something to Say (1997) - What Is… (1998) - Break It All Down (1999) - Bi-Polar Blues (1999) - Slow (2001) - Change (2003) - Acoustic Cuts (2003) - Get Up (2004) - The Best of Richie Kotzen (2004) - Ai Senshi Z×R (2005) - Into The Black (2006) - Instrumental Collection: The Shrapnel Years (2006) - Go Faster (Return of the Mother Head's Family Reunion) (2007) - Live in São Paulo (2008) - Peace Sign (2009) - Remember (Reprise) (2010) - Angry Boy (2010) - A Best of Collection (2010) - A Ballads Collection (2010) - I'm Coming Out (2011) - 24 Hours (2011) - The Essential (2014) - Cannibals (2015) - Live (2015) - Salting Earth (2017) - 50 For 50 (2020) Poison - Native Tongue (1993) - Seven Days Live (2008) Mr. Big - Get Over It (1999) - Deep Cuts (2000) - Actual Size (2001) - In Japan (2002) - Influences & Connections — Vol. 1 (2004) Vertú - Vertú (1999) | Forty Deuce - Nothing to Lose (2005) Wilson Hawk - The Road (2009) The Winery Dogs - The Winery Dogs (2013) - Unleashed In Japan (2014) - Hot Streak (2015) - III (2023) Совместные работы - Tilt (1995) — с Грегом Хоу - Project (1997) — с Грегом Хоу - You Can’t Save Me (Club Remix) (2010) — с Кларенс Джей и Стивом МакЛедом - Smith/Kotzen (2021) — с Эдрианом Смитом С другими артистами - Bill & Ted’s Bogus Journey: Music from the Motion Picture (1991) - L.A. Blues Authority (1992) - L.A. Blues Authority Volume II: Glenn Hughes – Blues (1992) — Гленн Хьюз - The Guitars That Rule the World (1992) - L.A. Blues Authority Volume V: Cream of the Crop (1994) — трибьют-альбом Cream - Rats (1994) — Сасс Джордан - Ground Zero (Maxi Single) (1996) — Т. М. Стивенс - Only You (Maxi Single) (1996) — Т. М. Стивенс - Sticky Wicked (1996) — Т. М. Стивенс - Crossfire: A Salute to Stevie Ray Vaughan (1996) — трибьют-альбом Стиви Рэй Вона - Black Night: Deep Purple Tribute According to New York (1997) — трибьют-альбом Deep Purple - Not So Innocent (1999) — Jesse’s Powertrip - Bat Head Soup: Tribute to Ozzy (2000) — трибьют-альбом Оззи Осборна - Mikazuki in Rock (2000) - Submarine (2000) — Грег Биссонетт - Stone Cold Queen: A Tribute (2001) — трибьют-альбом Queen - One Way Street: A Tribute to Aerosmith (2002) — трибьют-альбом Aerosmith - An All Star Lineup Performing the Songs of Pink Floyd (2002) — трибьют-альбом Pink Floyd - All That I’d Be (2003) — Стив Салуто - Nowhere to Go (Mini-album) (2004) — Такаёши Омура - Asshole (2004) — Джин Симмонс - Spirit Lives On: The Music of Jimi Hendrix Revisited Vol. 1 (2004) — трибьют-альбом Джими Хендрикса - Numbers from the Beast: An All Stars Salute to Iron Maiden (2005) — трибьют-альбом Iron Maiden - Rough Beat (2006) — Стив Салуто - Avalon (2006) — The Richie Zito Project - Erotic Cakes (2006) — Гатри Гован - Emotions in Motion (2007) — Такаёши Омура - Resurrection (2010) — Стив Салуто Только в качестве продюсера - Live for Tomorrow (2007) — Марко Мендоса |